# Katedral

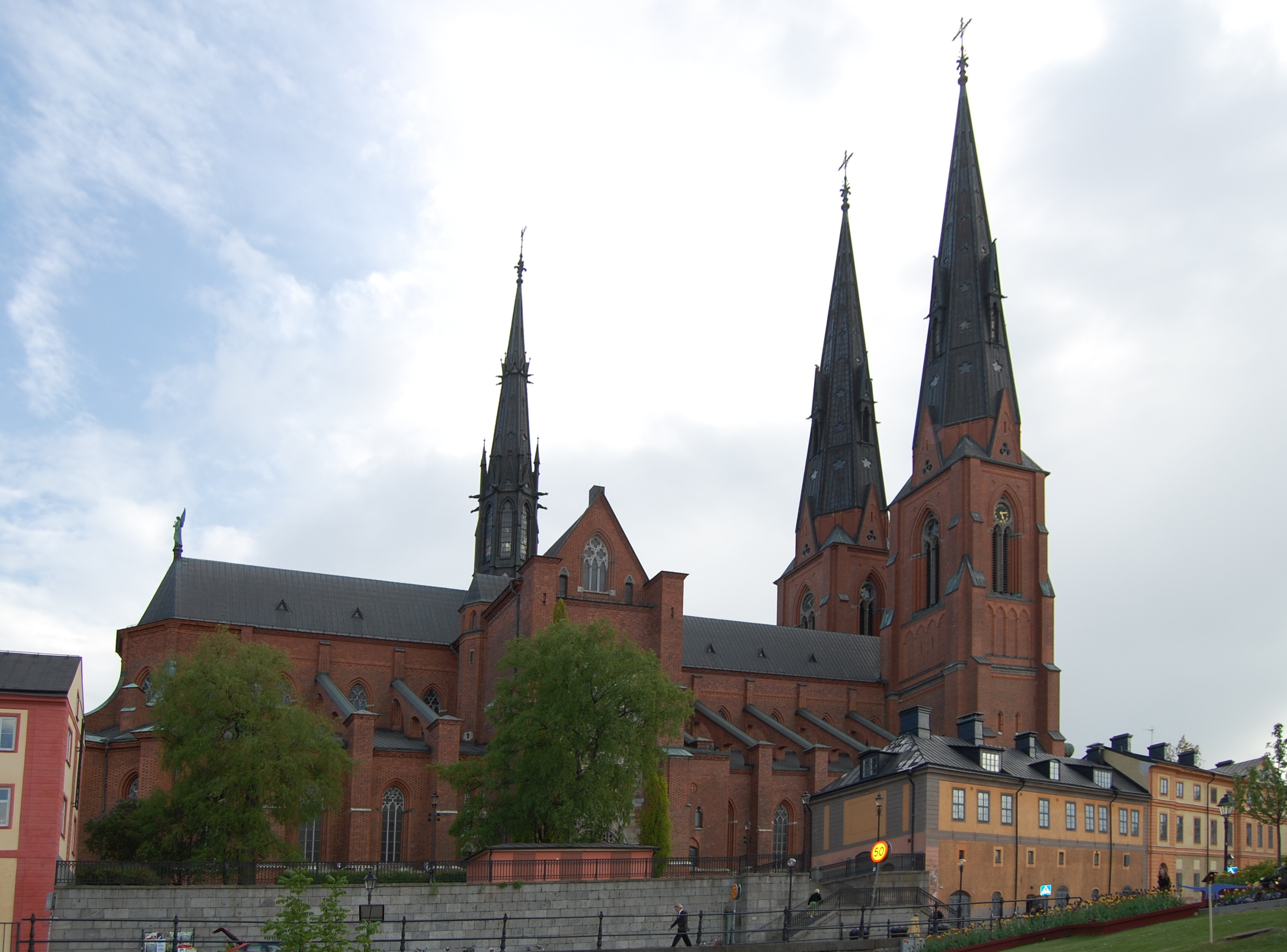
Uppsala domkyrka.

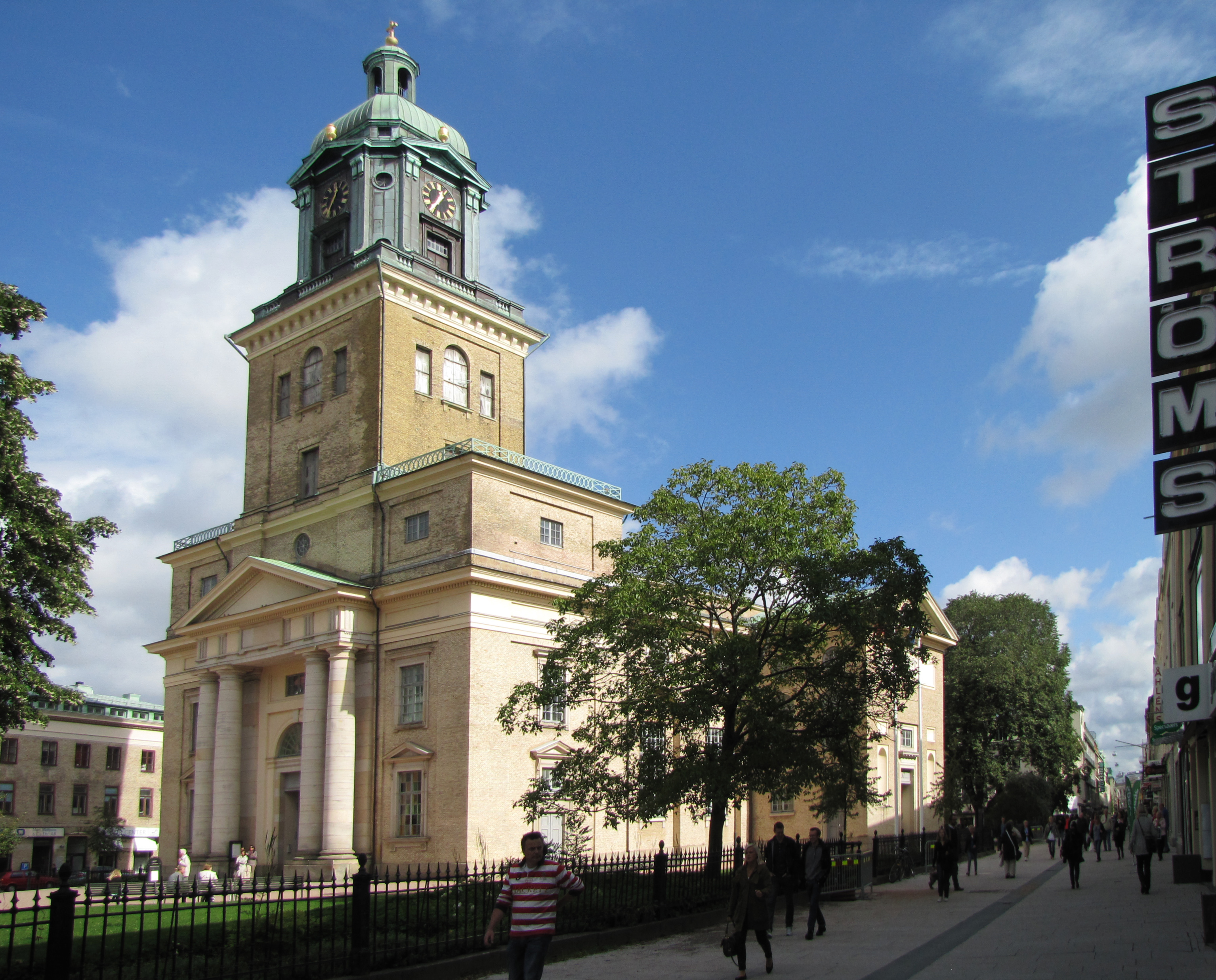
Göteborgs domkyrka.

Katedral (från grekiskans cathedra, "lärostol") eller domkyrka (från latinets Domus Dei, "Guds hus") är den kyrka i ett stift där biskopen residerar.
Under framförallt romansk och gotisk tid uppfördes stora katedraler i Västeuropa. Ett utmärkande drag för katedraler är att de ofta har två kyrktorn.
En konkatedral är en katedral som med en annan katedral delar funktionen att vara biskopssäte. Ett exempel är Sankt Johannes konkatedral i La Valletta, Malta som delar funktionen med Sankt Paulus katedral i Mdina i Ärkestiftet Malta.

## Domkyrkor i Sverige

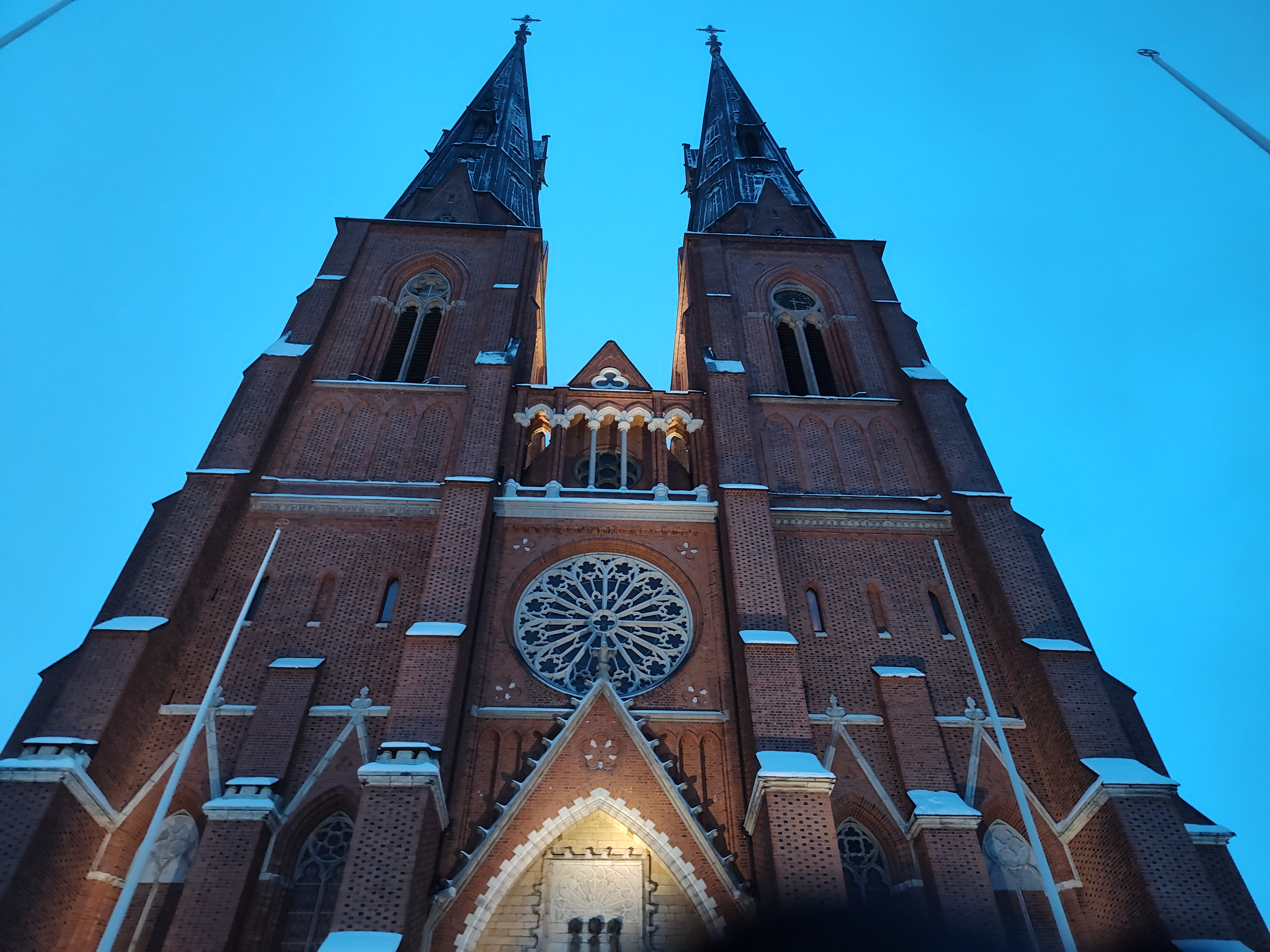
Fasaden till Uppsala domkyrka

### Svenska kyrkans domkyrkor
En domkyrka är ett självständigt och självägande rättssubjekt och har inte sorterat under någon församling; efter reformationen har domkyrkoförsamlingen firat sina gudstjänster där. Domkyrkan har haft ett eget förvaltningsorgan (domkyrkostyrelse, domkyrkonämnd, domkyrkoråd) fristående från församlingens kyrkoråd och haft en särskild befattningshavare, domkyrkosysslomannen, som haft ansvaret för dess ekonomi, skötsel och vård. De under 1900-talet tillkomna stiften i Sverige, Luleå (1904) och Stockholm (1942), har ej haft sina stiftshelgedomar i formell mening reglerade som domkyrkor, även om de har sådan benämning.
Kyrkoherden i en domkyrkoförsamling kallas domprost (utom i Kalmar och Mariestad där det tidigare stiftet respektive superintendenturen avskaffats).
- Uppsala domkyrka
- Linköpings domkyrka
- Skara domkyrka
- Strängnäs domkyrka
- Västerås domkyrka
- Växjö domkyrka
- Kalmar domkyrka (Kalmar stift är sammanlagt med Växjö stift sedan 1915.)
- Lunds domkyrka
- Göteborgs domkyrka
- Mariestads domkyrka (superintendenturen fanns 1583–1647)
- Karlstads domkyrka
- Härnösands domkyrka
- Luleå domkyrka
- Visby domkyrka
- Storkyrkan i Stockholm

### Övriga domkyrkor
- Stockholms katolska domkyrka
- Sankt Jacob av Nsibin syrisk-ortodoxa katedral
- Sankt Efraims syrisk-ortodoxa domkyrka
- S:t Mina koptiska ortodoxa kyrkan
- Kaldeiskt kulturcentrum Jungfru Maria kyrka

## Domkyrkor i Finland

### Evangelisk-lutherska domkyrkor

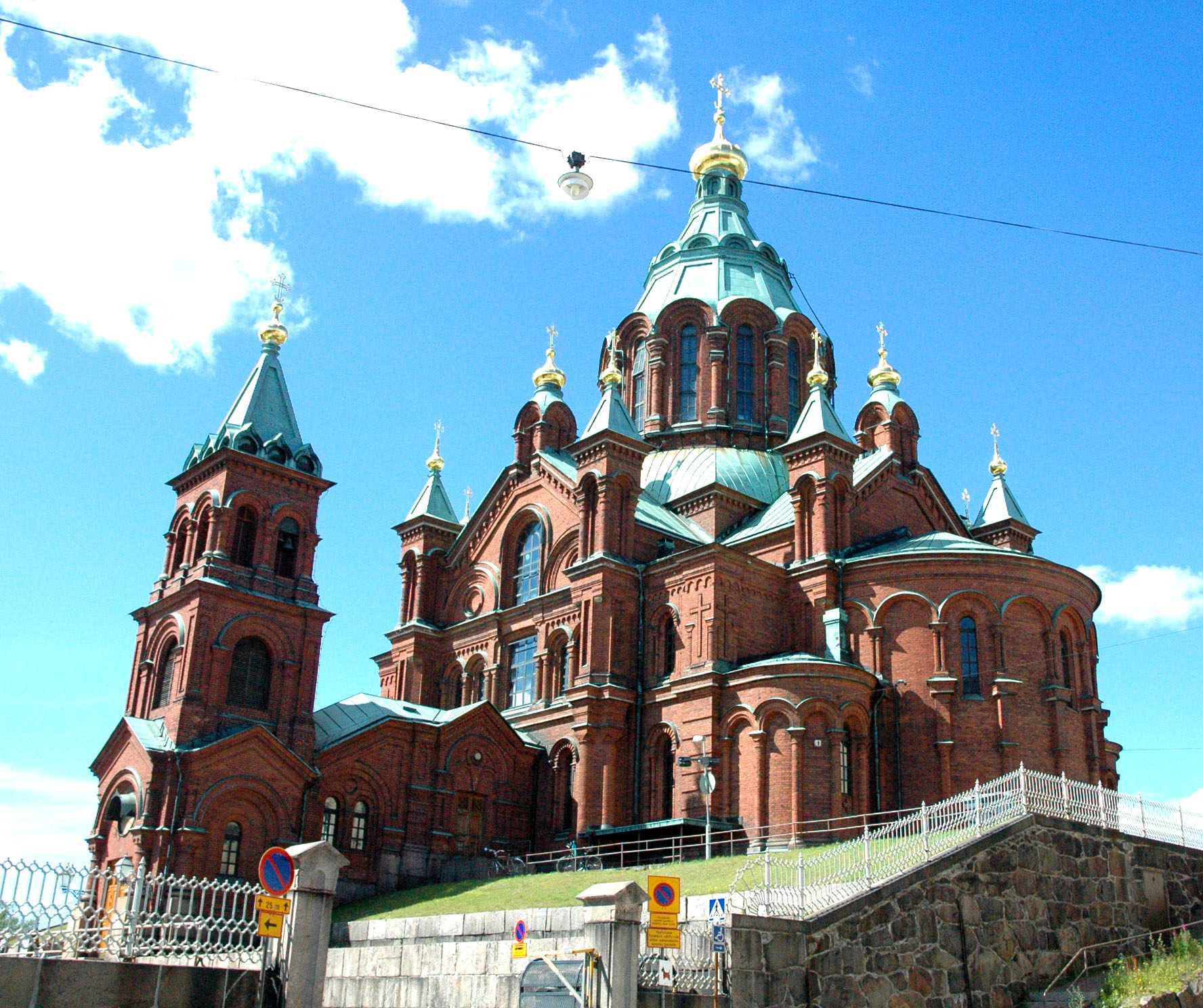
Uspenskijkatedralen i Helsingfors, Finland.

- Borgå domkyrka
- Esbo domkyrka
- Helsingfors domkyrka
- Kuopio domkyrka
- Lappo domkyrka
- S:t Michels domkyrka
- Tammerfors domkyrka
- Uleåborgs domkyrka
- Åbo domkyrka

### Finsk-ortodoxa domkyrkor
- Uspenskijkatedralen, Helsingfors
- Helige Nikolaus katedral, Kuopio
- Heliga Treenighetens katedral, Uleåborg

## Domkyrkor utanför Sverige och Finland

### Östortodoxadomkyrkor
- Alexander Nevskij-katedralen i Sofia, Bulgarien
- Alexander Nevskij-katedralen i Tallinn, Estland
- Alexander Nevskij-katedralen i Paris, Frankrike
- Alexander Nevskij-katedralen i Łódź, Polen
- Bagratikatedralen i Georgien
- Bebådelsekatedralen i Ryssland
- Folkets frälsnings katedral i Rumänien
- Förbönskatedralen (1905) i Ryssland
- Förbönskatedralen (1910) i Ryssland
- Ryska federationens väpnade styrkors huvudkatedral i Ryssland
- Katedralen i Podgorica, Montenegro
- Kristus Frälsarens katedral i Banja Luka, Bosnien och Hercegovina
- Kristus Frälsarens katedral i Moskva, Ryssland
- Kristus Frälsarens katedral i Pristina, Kosovo
- Kristi förklarings katedral i Zagreb, Kroatien
- Kronstadts havskatedral i Ryssland
- Sankt Michaelskatedralen i Ukraina
- Uppståndelsekatedralen i Tirana, Albanien
- Vasilijkatedralen i Ryssland

### Orientaliskt ortodoxadomkyrkor
- Sankt Sarkiskatedralen i Armenien
- Vanks katedral i Iran

### Romersk-katolskadomkyrkor
- Catedral de La Plata i Argentina
- Duomo di Milano i Italien

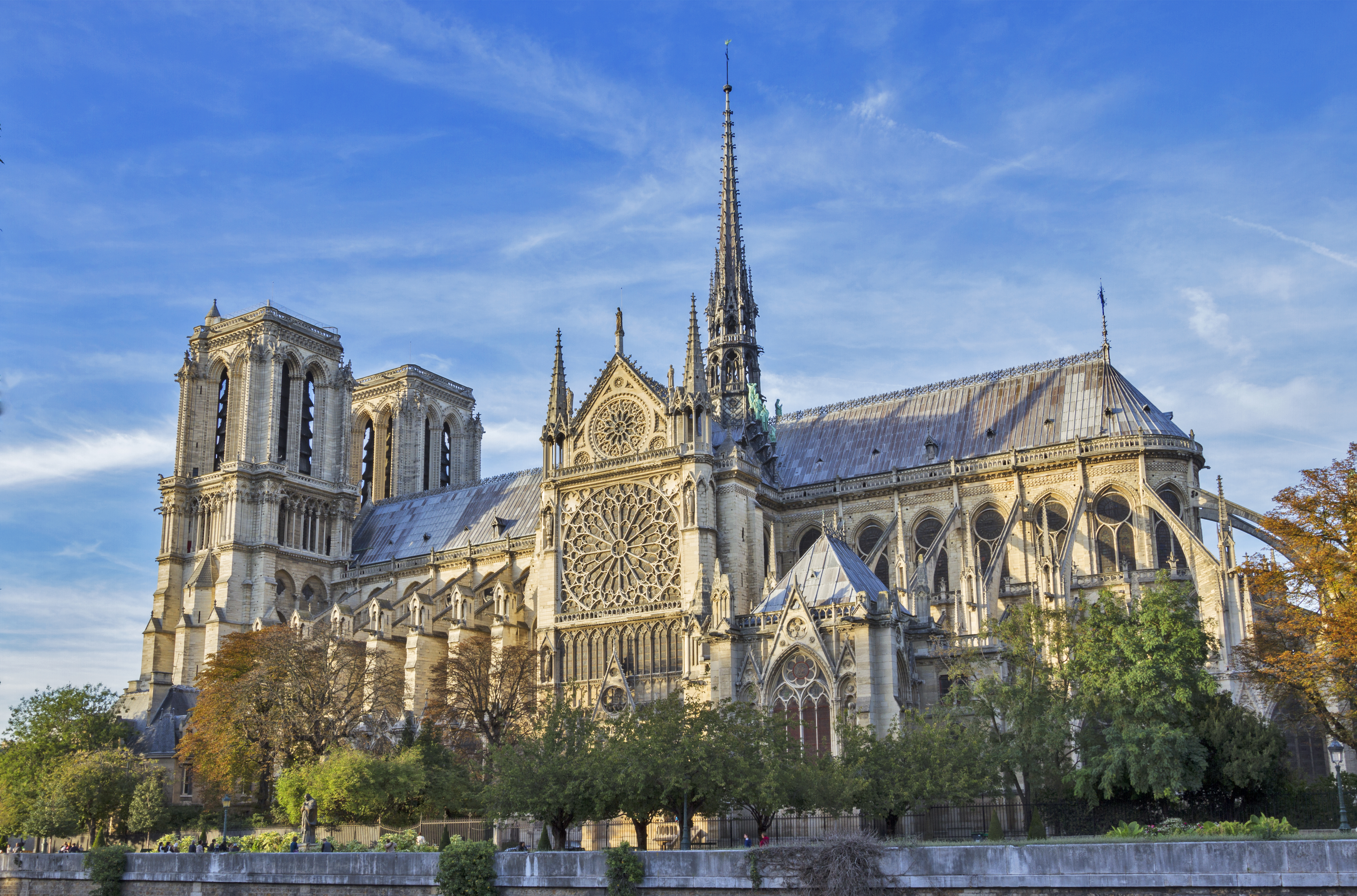
Notre-dame de Paris, Frankrike.

- Helige Frälsarens katedral i Luanda, Angola
- Katedralen i Barcelona, Spanien
- Katedralen i Rio de Janeiro, Brasilien
- Kölnerdomen i Tyskland
- Notre-Dame de Chartres i Frankrike
- Notre-Dame d'Amiens i Frankrike
- Notre-dame de Paris i Frankrike
- Stefansdomen i Österrike
- St. Michael och St. Gudula katedralen i Belgien

- Xujiahui-katedralen i Shanghai, Kina

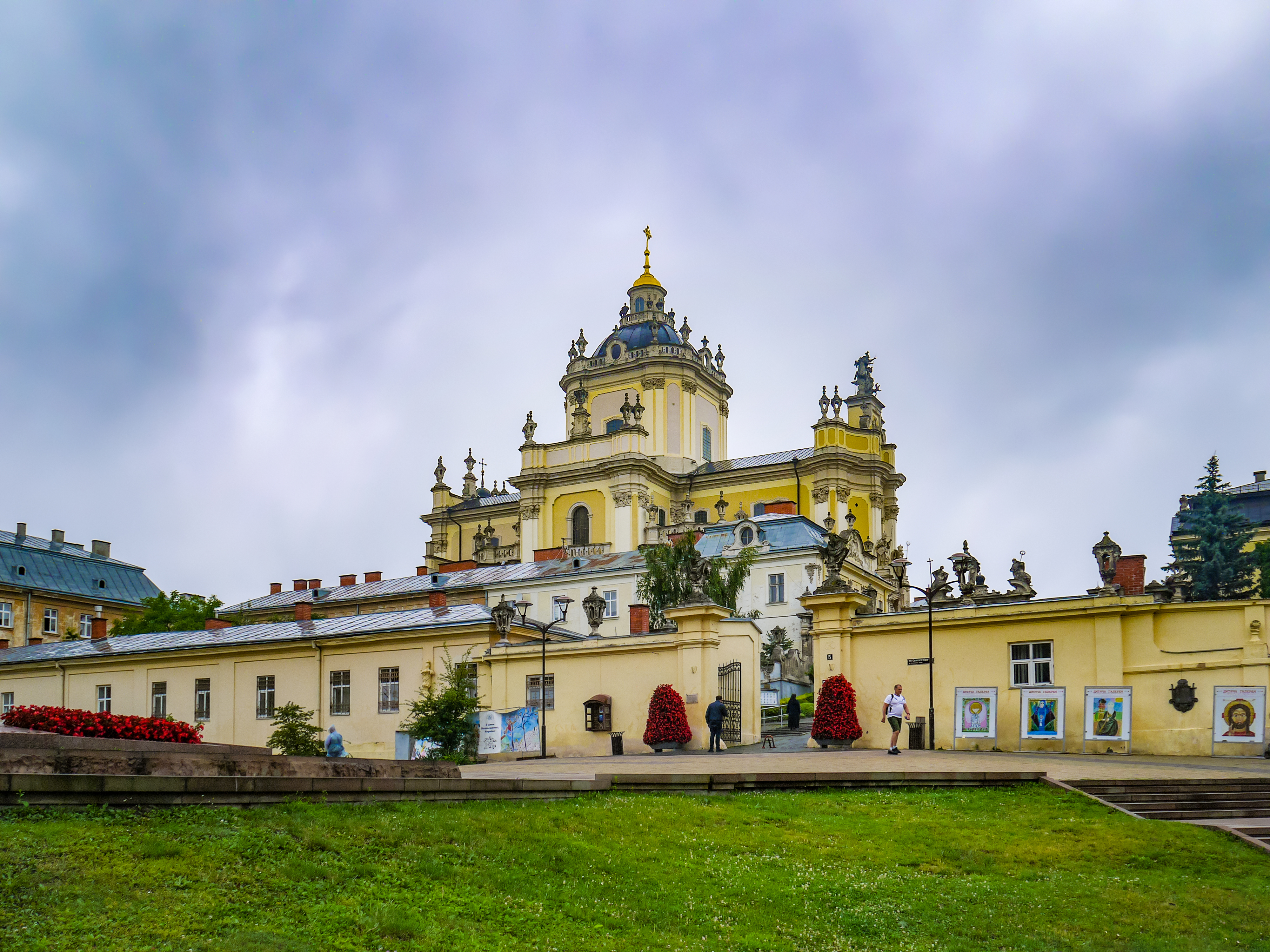
Sankt Görans katedral, Lviv, Ukraina.

### Östkatolskadomkyrkor
- Heliga korsets katedral i Ukraina
- Sankt Görans katedral i Lviv, Ukraina

### Evangelisk-lutherskadomkyrkor
- Kristiansands domkyrka i Norge
- Nidarosdomen i Norge
- Nuuks domkyrka i Grönland
- Reykjaviks domkyrka i Island
- Ribe domkyrka i Danmark
- Torshamns domkyrka i Färöarna

### Anglikanskadomkyrkor
- Cardboard Cathedral i Nya Zeeland
- Cathedral of Saint John the Divine i USA
- Katedralen i Ely, Storbritannien
- Katedralen i Lichfield, Storbritannien
- Sankt Paulskatedralen i Storbritannien
- St George's Cathedral i Perth, Australien
- St. John's Cathedral i Limerick, Irland

## Exempel på katedraler

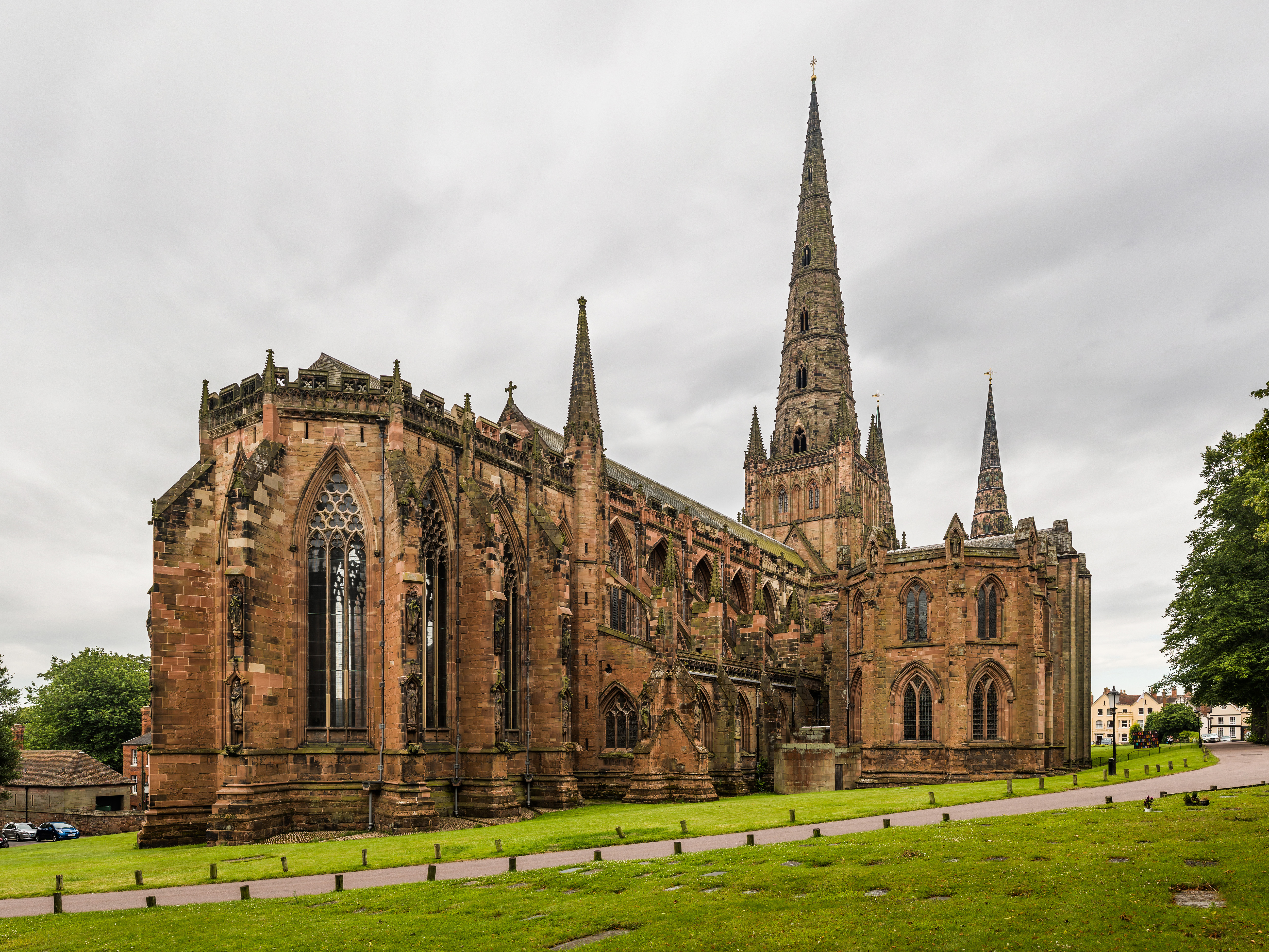
Katedralen i Lichfield, Storbritannien
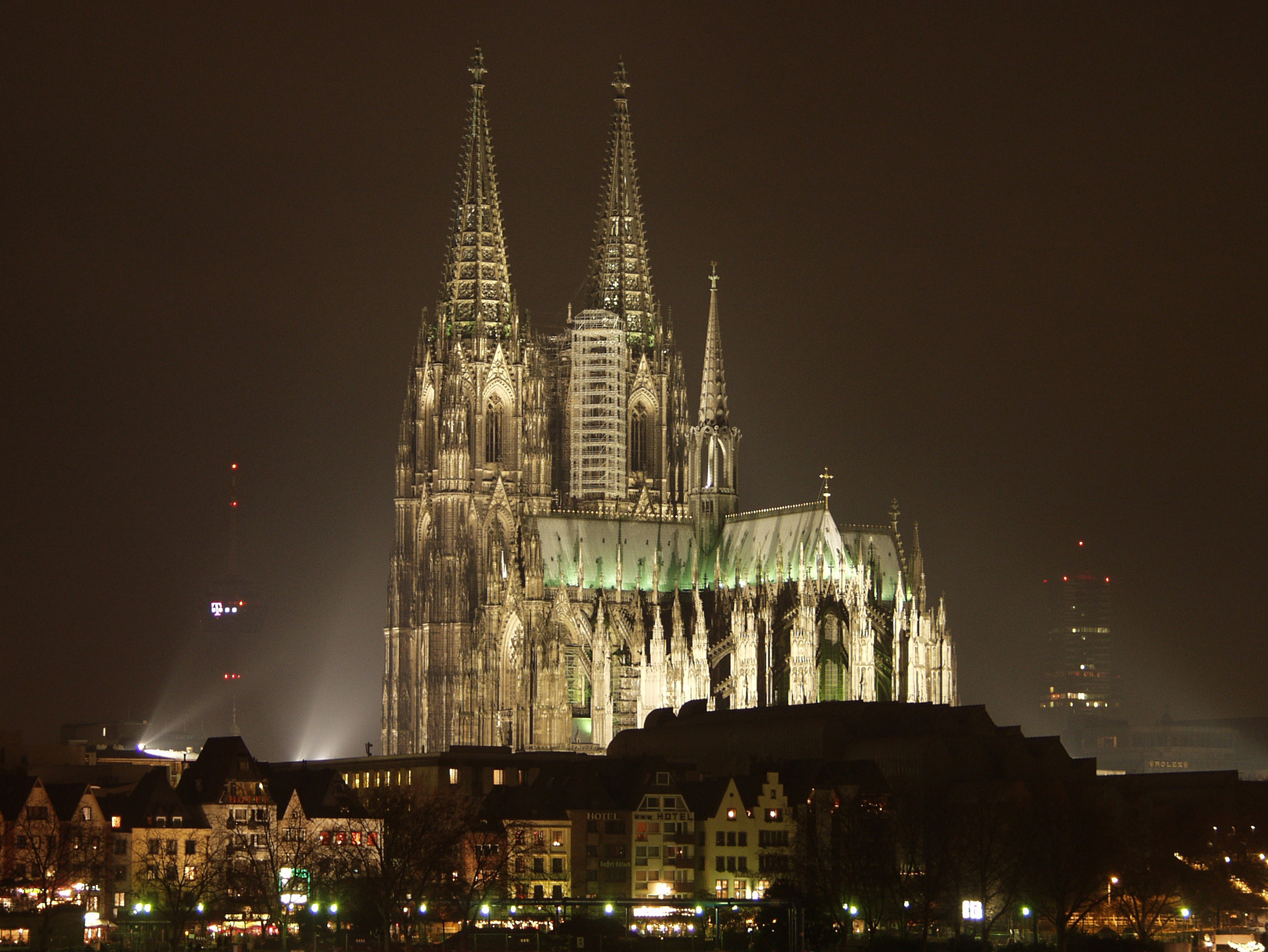
Kölnerdomen, byggstart 1248
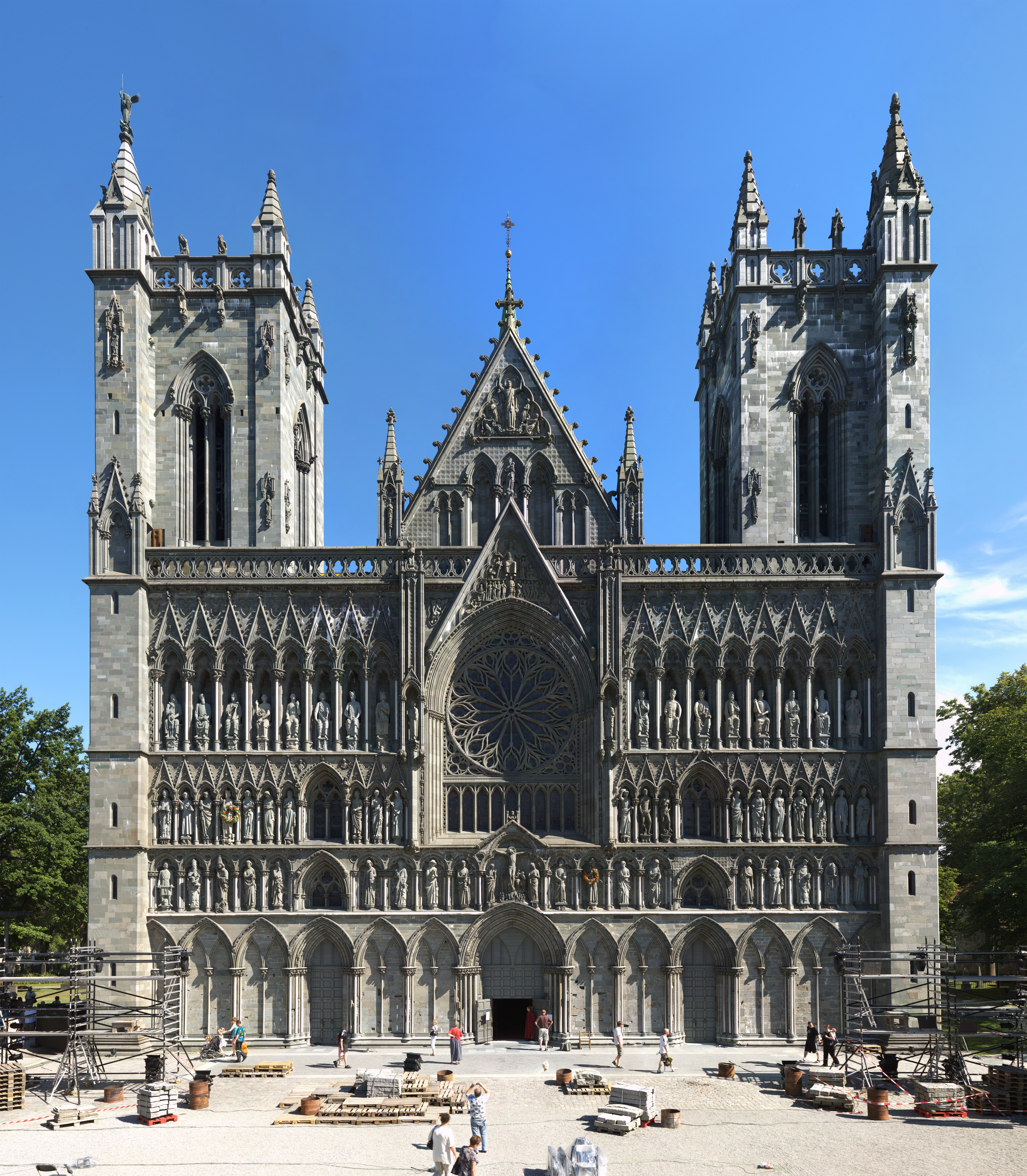
Nidarosdomen i Trondheim, 1100-1300-talen
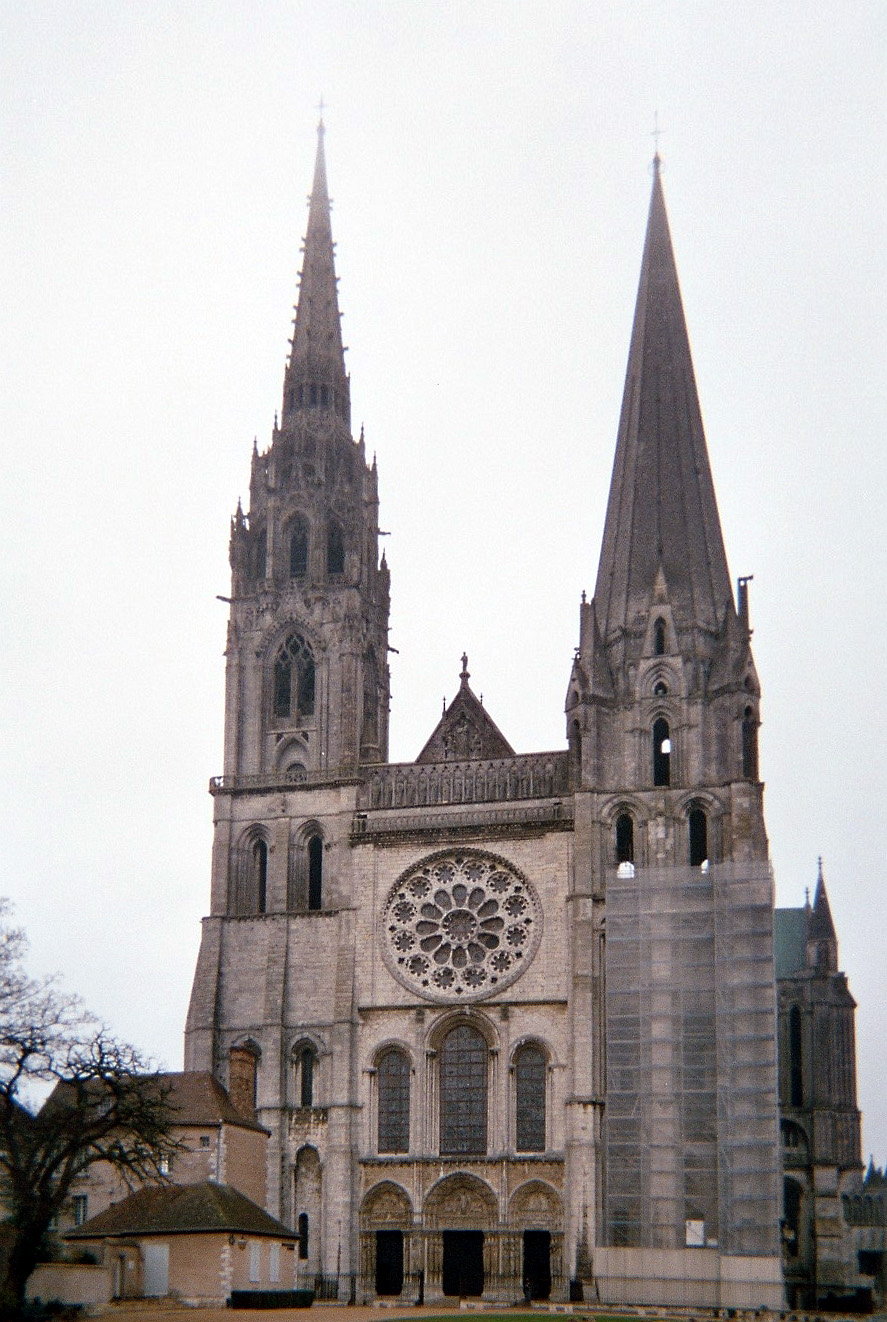
Katedralen i Chartres, cirka 1200
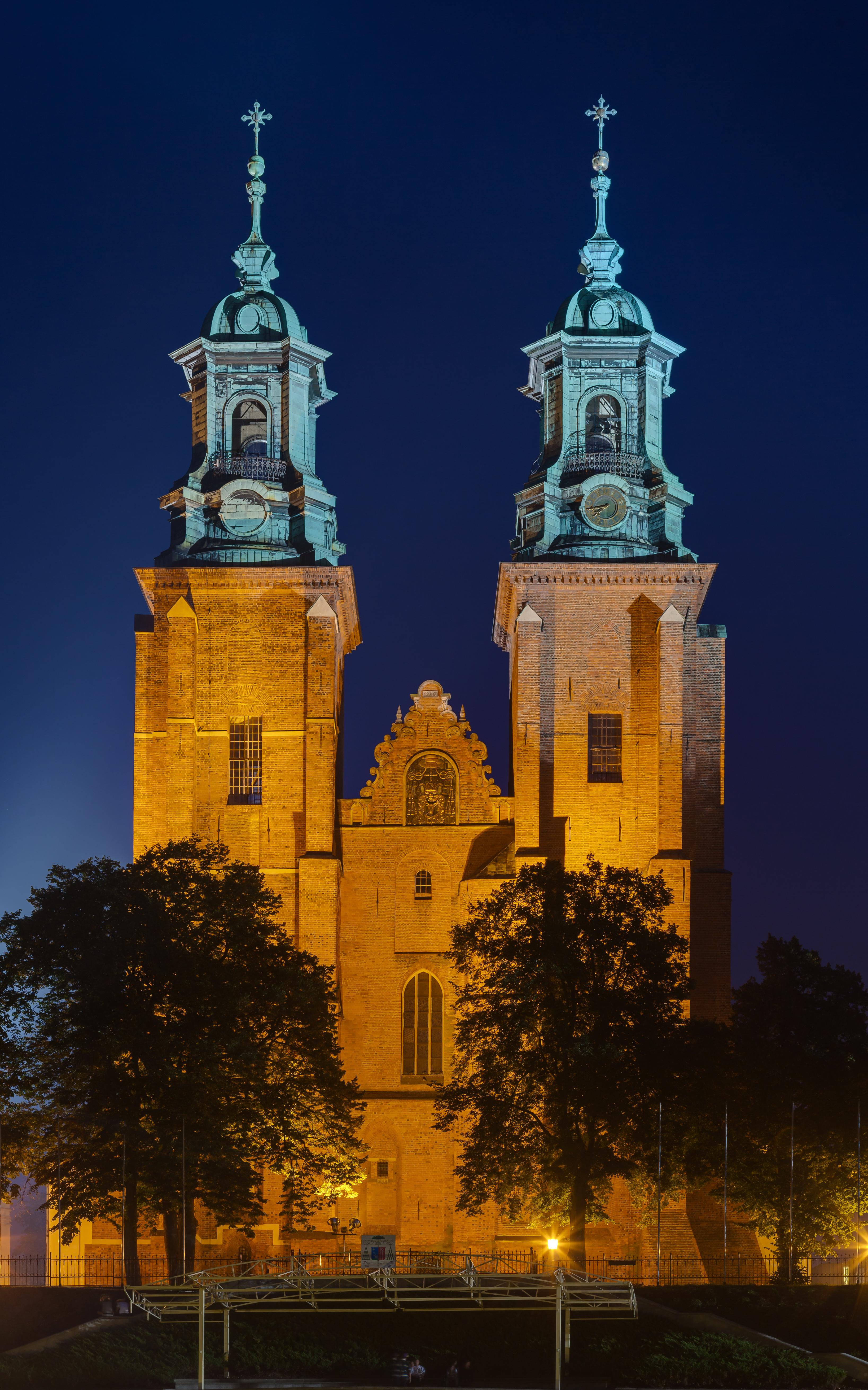
Katedralen i Gniezno, Polen, cirka 1200
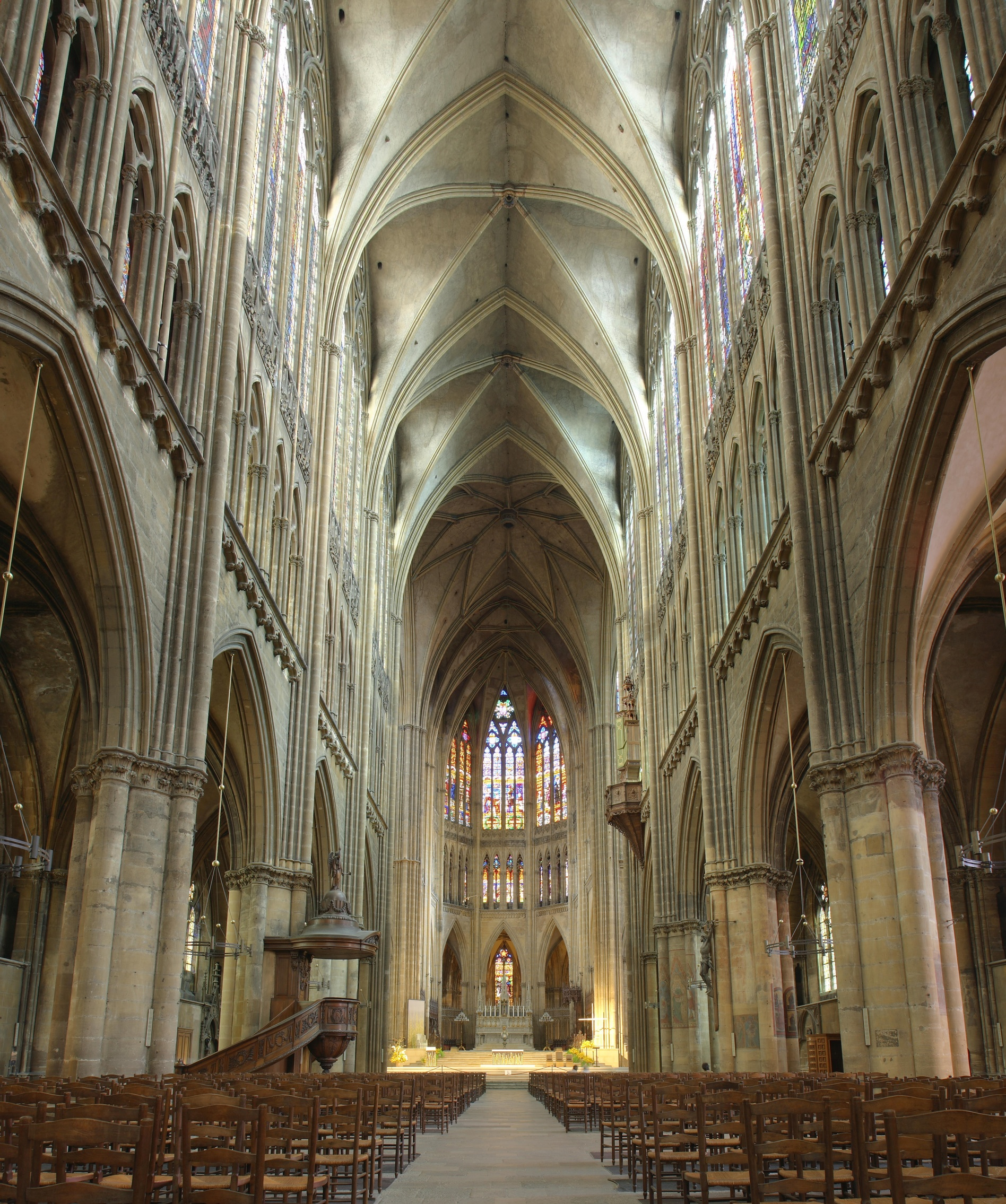
Interiör, katedralen i Metz, 1220–1520
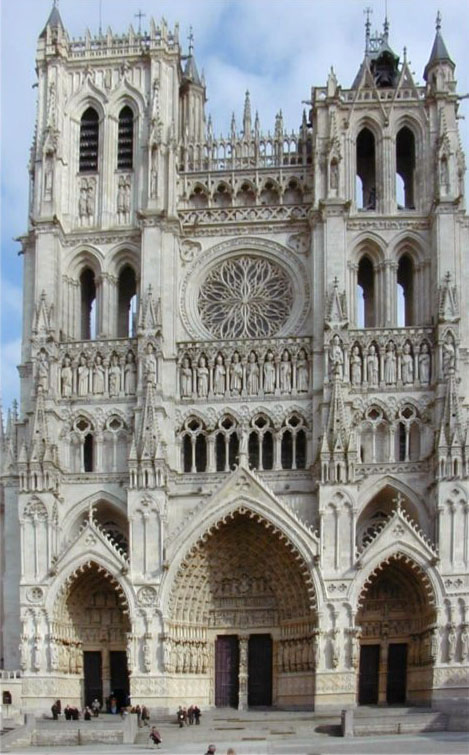
Katedralen i Amiens, cirka 1230
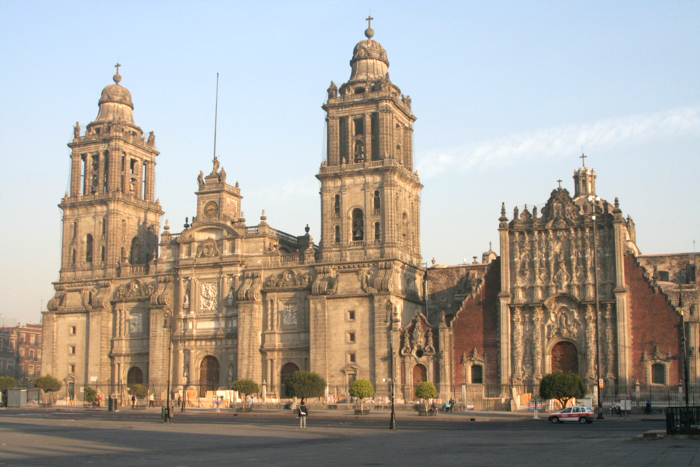
Katedralen i Mexico City, 1573–1813
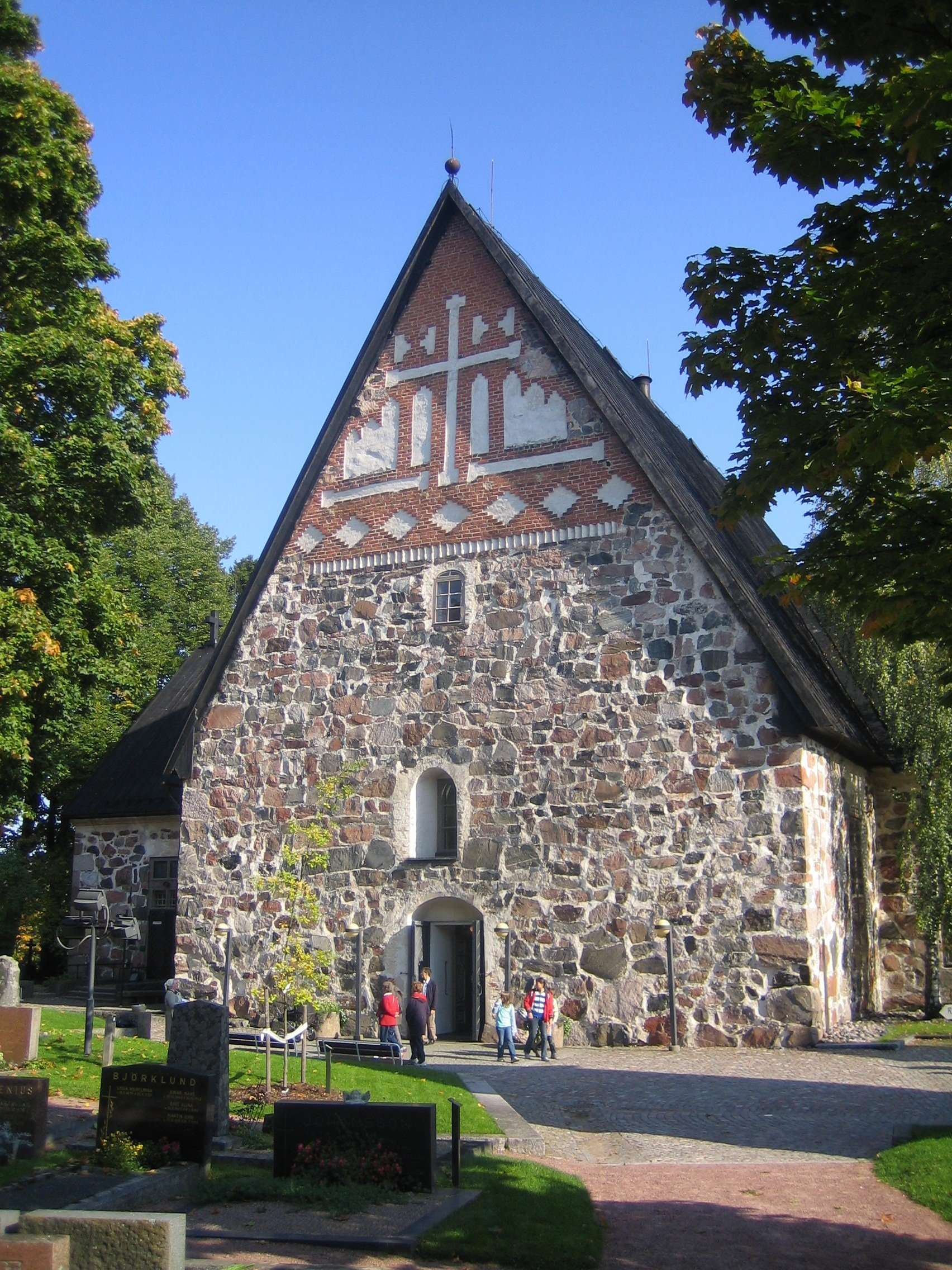
Domkyrkan i Esbo, 1480
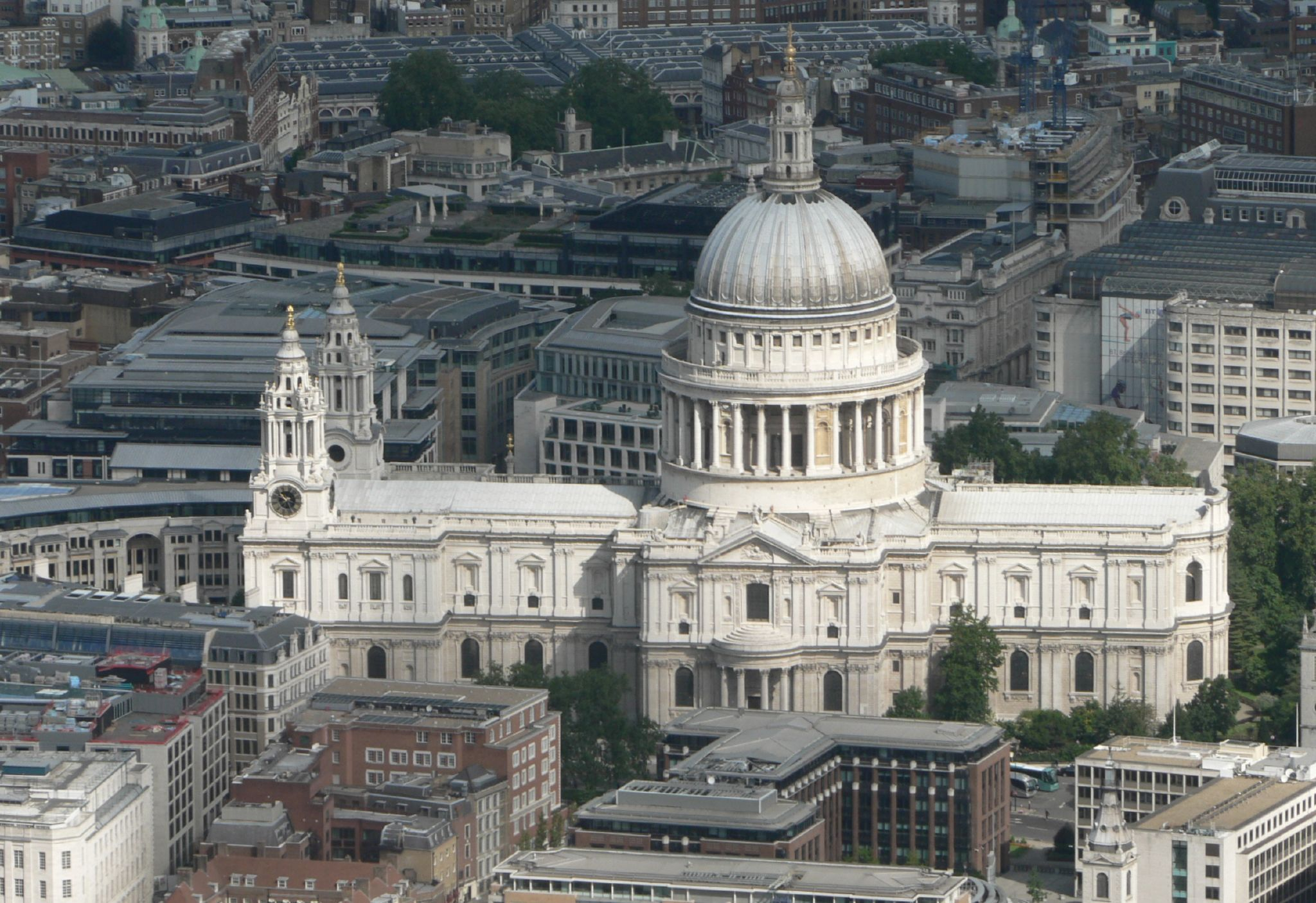
Sankt Paulskatedralen i London, cirka 1700
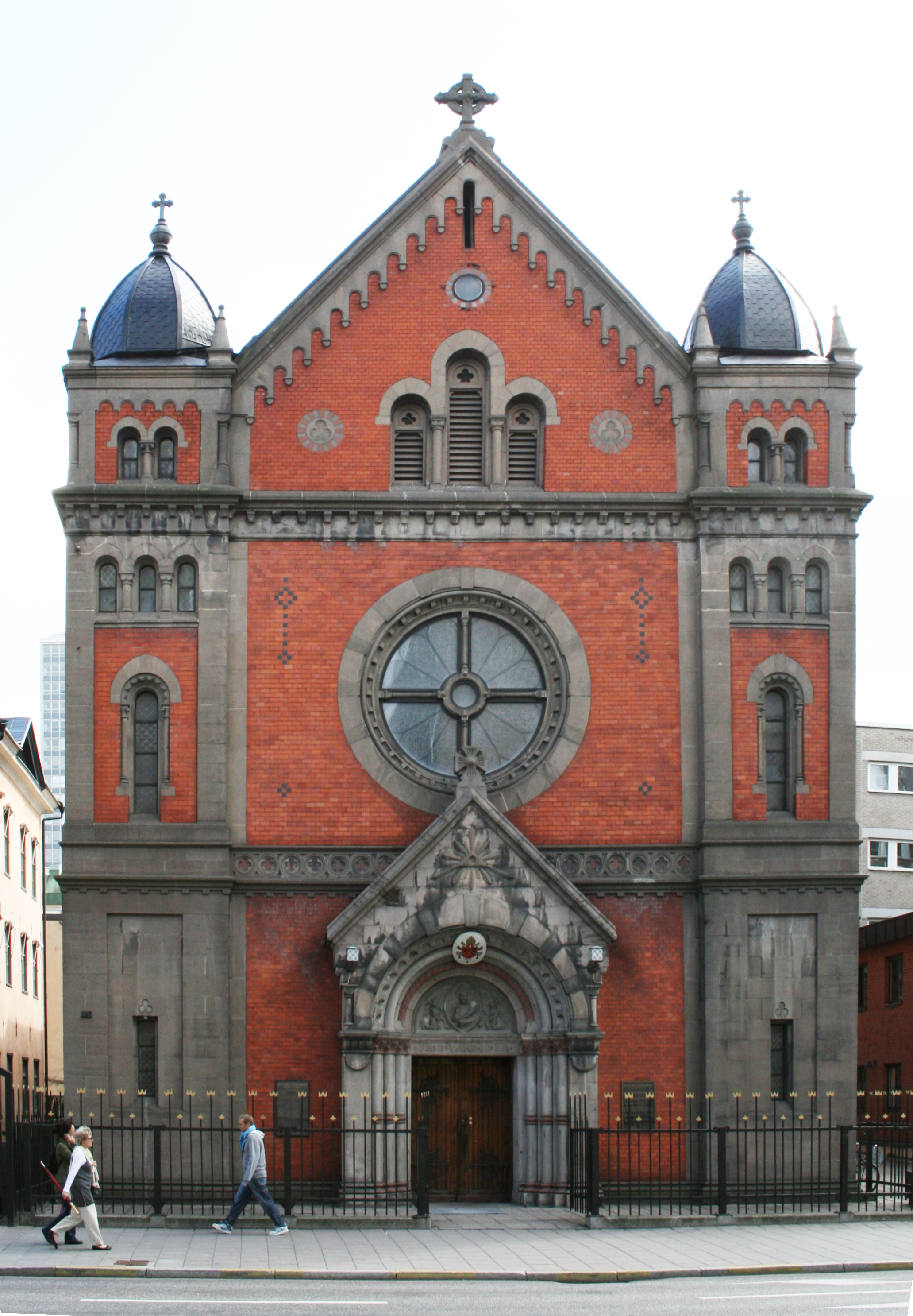
Stockholms katolska domkyrka S:t Erik, 1892
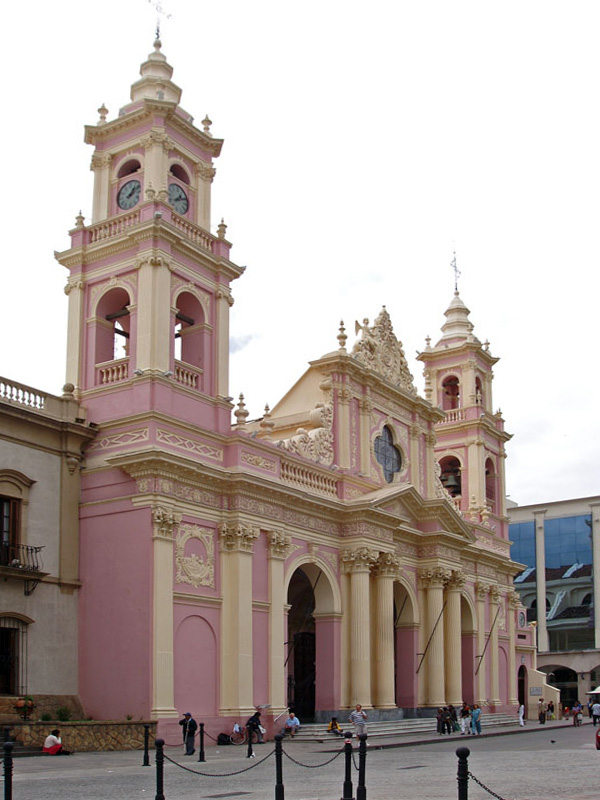
Katedralen i Salta, Argentina, cirka 1800
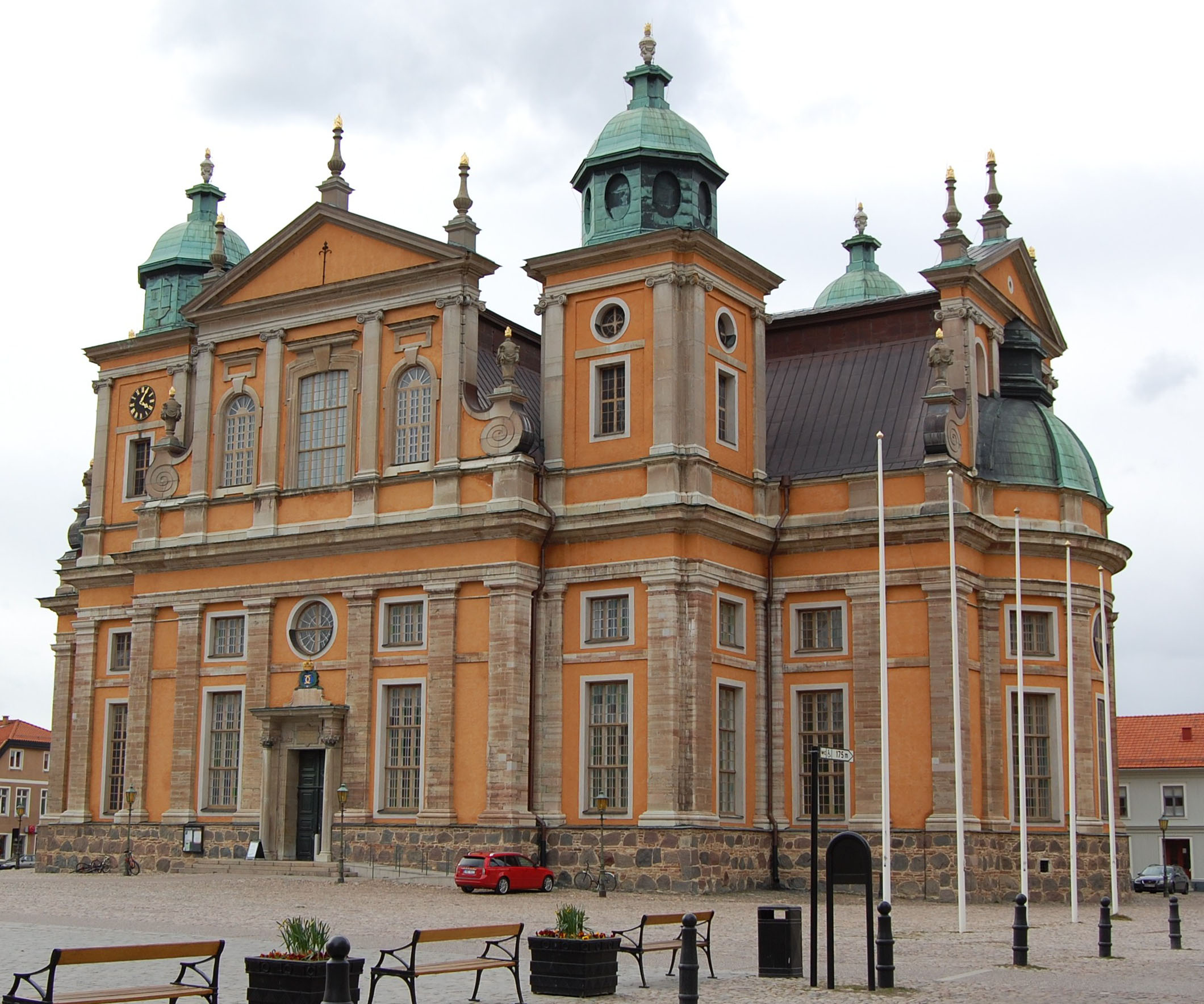
Kalmar domkyrka 1874
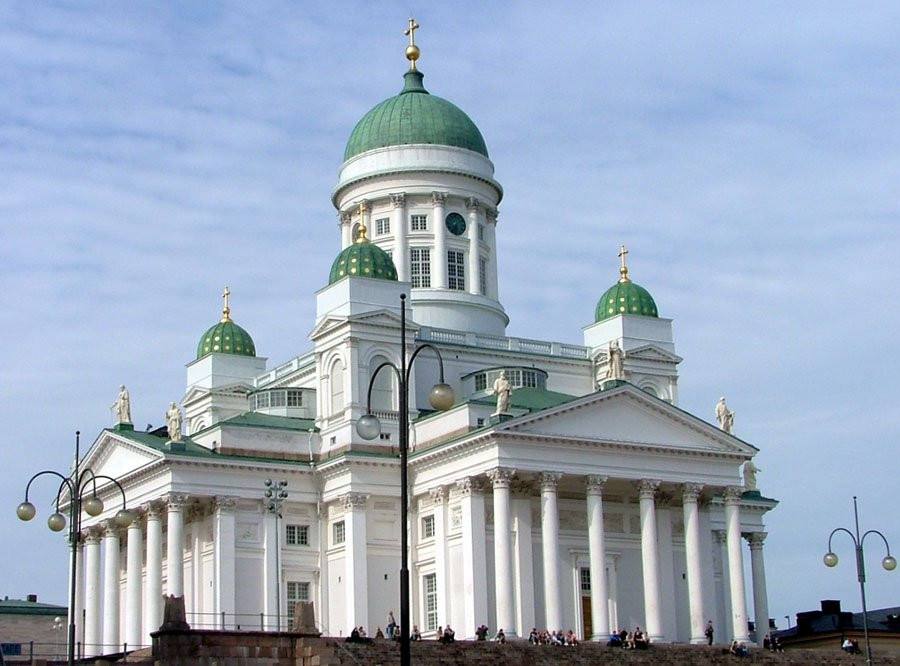
Helsingfors domkyrka, 1840
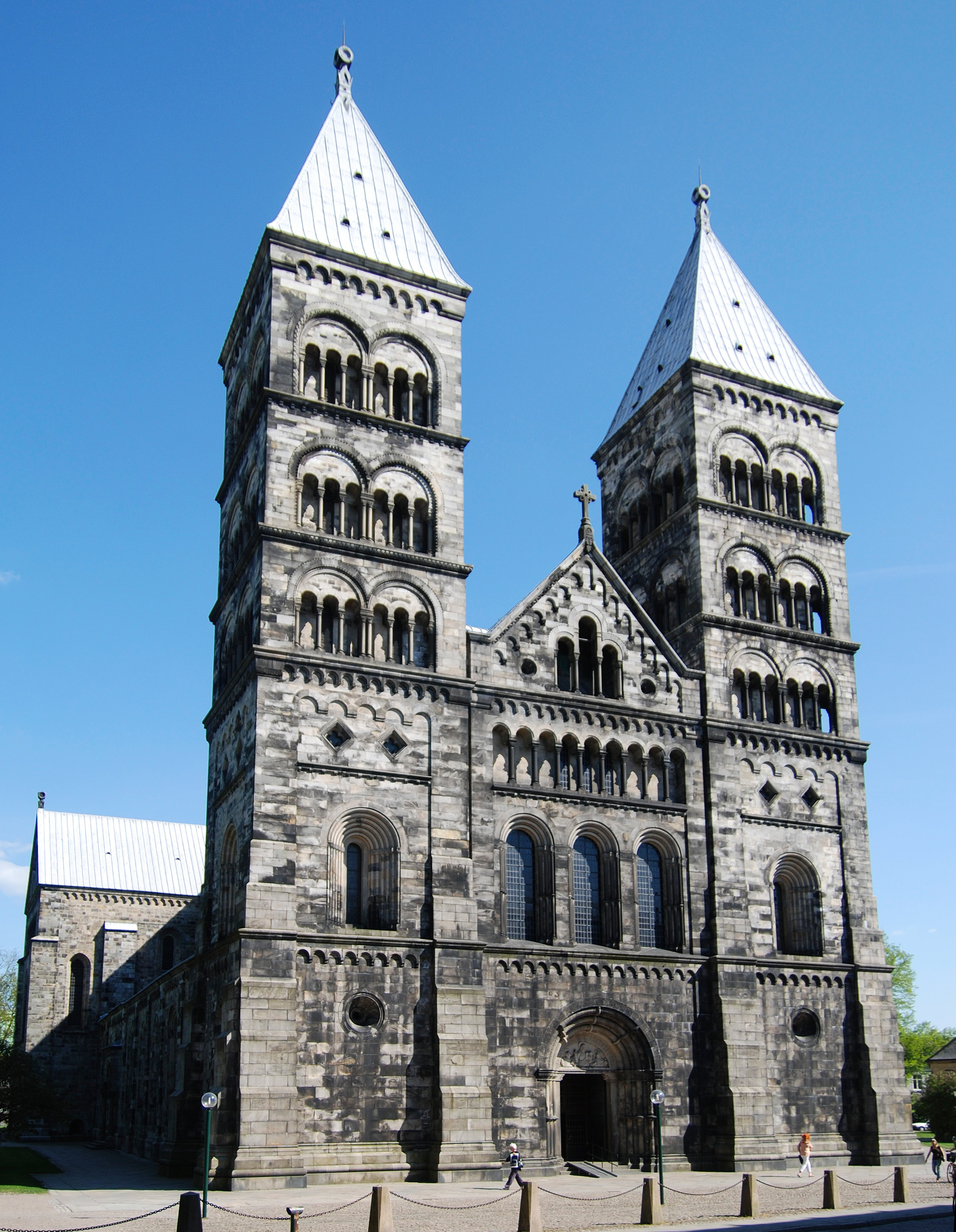
Lunds domkyrka, 1100-talet